# 延日呉氏
延日呉氏（ヨニロし、朝鮮語: 연일오씨）は、朝鮮の氏族の一つ。本貫は慶尚北道浦項市である。2015年の調査では、289人である。
始祖は、高麗成宗の時代に中国の宋から帰化した海州呉氏の始祖の呉仁裕の7代子孫の呉延慶である。

## 集姓村
- 平安南道徳川郡徳川面青龍里[2]